# 박준 (프로게이머)
박준(朴俊, 영어: June Park, 1987년 1월 12일~)은 대한민국의 워크래프트 III 프로게이머이다. 오크 종족을 사용하며, 아이디는 Lyn이다. 블레이드 마스터(오크의 주력 영웅) 영웅을 특히 잘 다루는 것으로 유명하다. 한때 스타크래프트 II 프로게이머로 활동하기도 했다.

## 프로게이머 생활
워크래프트3 아마추어 클랜인 WCB,Lof 클랜 출신으로, 월드 엘리트 팀에 소속되어 있다가, 2007년 팀 동료 김성식(Remind)과 함께 SK 게이밍으로 이적하였다. SK 게이밍 소속으로 IEM II LA 2007, IEM II 파이널 2008, 블리즈컨 2008/2009, ESWC 마스터즈 아테네 등의 대회에서 우승했으며, 이외에도 중국 청두에서 열린 WCG 2009 그랜드파이널에서 3위를 차지하는 등 많은 대회에서 상위 입상하였다. 이 과정에서 2008년부터 2009년까지, 2008년에만 10만 달러의 수익을 올리는 등 2년간 워크래프트3 프로게이머 상금 랭킹 1위를 유지했다.
2009년에 ESWC 아시아 마스터즈, 블리즈컨, WCG 등에서 우승 또는 상위 입상한 것을 인정받아, 한국e스포츠협회의 연말 이스포츠 시상식인 "e스포츠 대상" 워크래프트3 부문에서 해당 부분의 3년 연속 수상자였던 장재호를 재치고 최우수선수상을 수상하였다.
2009년 12월, 2년가량 소속되어 있었던 SK 게이밍에서 2009년을 끝으로 탈퇴하기로 결정하였다. 이후 2010년 1월 6일 장재호, 윤덕만이 소속되어있는 위메이드 폭스로 이적하였고, 대한민국 소속의 게임단에 입단하게 돼 만족스럽다는 소감을 나타냈다.
한편 2009년 블리즈컨 우승 후 수상 소감에서 스타크래프트 II 프로게이머로의 전향 의사가 있음을 밝히기도 했다.
2011년 8월 소속팀이였던 위메이드 폭스가 팀 운영 포기함에 따라 소속팀을 잃게 된 박준은 중국 게임단 '판다리아 게이밍(Pandarea Gaming)'에 이적한다.
2011년 12월 10일 부산 벡스코(BEXCO)에서 열린 WCG 2011에서 중국의 최강 휴먼인 'Sky' 리 샤오펑을 결승에서 2:1로 제압하고 생애 처음으로 WCG 금메달을 획득하였다.
우승 후 인터뷰에서 스타크래프트 II는 부업이며, 자신은 워크래프트3에 더 집중할 것이라고 하였다.
2014년 5월 13일 입대하여 2016년 2월 12일 전역했다.

## 수상 경력

### 워크래프트 3
- 2007년 IEM 시즌2 LA 우승
- 2008년 IEM 시즌2 파이널 우승
- 2008년 ESWC 2008 마스터즈 아테네 우승
- 2008년 블리즈컨 2008 워크래프트3 우승
- 2009년 블리즈컨 2009 워크래프트3 우승
- 2009년 ESWC 아시아 마스터즈 준우승
- 2009년 WCG 2009 그랜드 파이널 워크래프트3 부분 3위
- 2009년 KeSPA e스포츠 대상 워크래프트3 부문 최우수 선수상
- 2010년 STG2010 3위
- 2010년 Alienware TopGamer Tournament 2010 우승
- 2010년 StarsWar Reborn Grand Final 우승
- 2010년 NGL-ONE Final 3위
- 2010년 ESWC 2010 우승
- 2010년 IEM Season5 우승
- 2010년 e스타즈 서울 2010 킹오브더게임 3위
- 2010년 WCG2010 워크래프트 3 부분 국가대표 선발전 준우승
- 2010년 WCG2010 그랜드 파이널 워크래프트3 부분 3위
- 2010년 MSI CUP 3위
- 2010년 WCG2010 3위
- 2010년 WEM2010 2위
- 2011년 WCG 2011 그랜드 파이널 워크래프트3 부문 우승(리 샤오펑 2:1)

### 스타크래프트 II
- 2010년 2010 소니 에릭슨 스타크래프트 II OPEN Season 2 64강
- 2010년 2010 소니 에릭슨 스타크래프트 II OPEN Season 3 64강
- 2011년 2011 소니 에릭슨 글로벌 스타크래프트 II 리그 Jan. Code A 4강
- 2011년 2011 인텔 글로벌 스타크래프트 II 리그 Mar. Code S 8강
- 2011년 2011 LG 시네마 3D, 인텔코리아 글로벌 스타크래프트 II 리그 May Code S 32강
- 2011년 2011 LG 시네마 3D, 인텔코리아 슈퍼 토너먼트 64강
- 2011년 2011 PEPSI 글로벌 스타크래프트 II 리그 July Code A 32강
- 2011년 2011 G-league Season 2 1위